# يوهانا جوزيف
يوهانا جوزيف (بالفرنسية: Johanna Joseph)‏ (21 يناير 1992 في فرنسا - ) هي لاعبة كرة سلة فرنسية في مركز هجوم صغير الجسم. لعبت مع Flammes Carolo Basket Ardennes ‏.

## وصلات خارجية
- يوهانا جوزيف على موقع الاتحاد الدولي لكرة السلة (الإنجليزية)
- يوهانا جوزيف على موقع بروبوليرز (الإنجليزية)